# Pierścień ścięgnisty wspólny

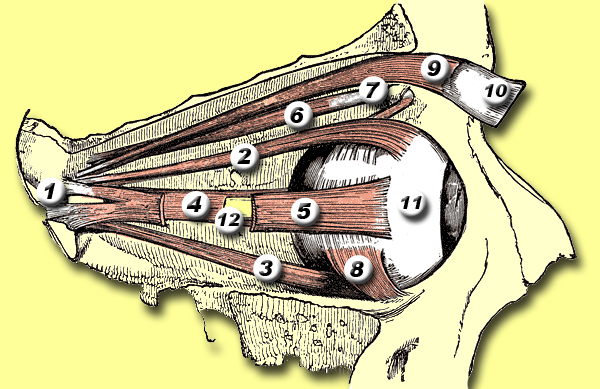
Mięśnie otaczające gałkę oczną. Pierścień ścięgnisty wspólny oznaczony numerem 1.

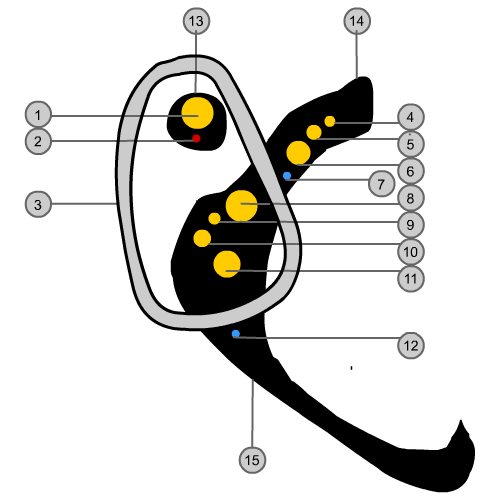
Szczelina oczodołowa górna i dolna oraz kanał wzrokowy; lewy oczodół
1 – nerw wzrokowy
2 – tętnica oczna
3 – pierścień ścięgnisty wspólny
4 – nerw łzowy (V1)
5 – nerw czołowy (V1)
6 – nerw bloczkowy (IV)
7 – żyła oczna górna
8 – górna gałąź nerwu okoruchowego (III)
9 – nerw nosowo-rzęskowy (V1)
10 – nerw odwodzący (VI)
11 – dolna gałąź nerwu okoruchowego (III)
12 – żyła oczna dolna
13 – kanał wzrokowy
14 – szczelina oczodołowa górna
15 – szczelina oczodołowa dolna

Pierścień ścięgnisty wspólny (łac. anulus tendineus communis), pierścień ścięgnisty Zinna, pierścień Zinna (anulus Zinn)  – w anatomii człowieka okrężne zgrubienie okostnej, zbudowane z tkanki łącznej zbitej, otaczające kanał wzrokowy i przyśrodkową część szczeliny oczodołowej górnej od strony oczodołu. Stanowi on szczyt lejka mięśniowego wytworzonego przez przyczepy początkowe mięśni zewnętrznych gałki ocznej (z wyjątkiem mięśnia skośnego dolnego), a także mięśnia dźwigacza powieki górnej.
Przez pierścień ścięgnisty wspólny przebiegają nerw wzrokowy, tętnica oczna, obie gałązki nerwu okoruchowego (III), nerw nosowo-rzęskowy (V1), nerw odwodzący (VI). Żyła oczna górna, przebiegająca przez szczelinę oczodołową górną, może również przechodzić przez pierścień ścięgnisty wspólny, lub bocznie i u góry od niego.
Nazwa eponimiczna upamiętnia niemieckiego anatoma Johanna Gottfrieda Zinna.